# اس‌ام یوسی-۵۲
اس‌ام یوسی-۵۲ (به انگلیسی: SM UC-52) یک زیردریایی بود که طول آن ۱۷۲ فوت ۱۱ اینچ (۵۲٫۷۱ متر) بود. این زیردریایی در سال ۱۹۱۷ ساخته شد.